# Sikasso
Sikasso är en ort och kommun i södra Mali och är den administrativa huvudorten för en region med samma namn. Den är samtidigt huvudort för en av regionens administrativa kretsar, även den med samma namn som staden. Sikasso är Malis näst största ort och hade cirka 260 000 invånare 2013. Kommunen är indelad i 53 stadsdelar (quartiers). Staden grundades i början av 1800-talet och var huvudstad i Kénédougouriket från 1877 till 1898, då fransmännen intog staden. Sikasso är belägen cirka 4 mil från gränsen till Burkina Faso och cirka 10 mil från Elfenbenskusten, och är en viktig knutpunkt för handelstrafiken till och från dessa båda länder. 